# Америчко опадање
Америчко опадање је идеја да Сједињене Америчке Државе смањују моћ геополитички, војно, финансијски, економски, технолошки, демографски, социјално, морално, духовно, културно, у питањима здравствене заштите и/или по питању животне средине. Постојала је дебата о томе колики је пад, и да ли је релативан или апсолутан. Они који верују да је Америка у паду се називају деклинисти (declinists).
Успон Кине као глобалне суперсиле се појавио као централна брига у расправама о паду америчког утицаја од касних 2010-их. Са асертивнијим приступом геополитици, Кина има потенцијал да оспори тренутну позицију Америке као водеће светске суперсиле и да се бори за глобалну доминацију. О овом изазову сведочи све већа економска способност и односи Кине, који су јој омогућили да надмаши Сједињене Државе у овим областима према Азијском индексу моћи за 2021. Док Сједињене Државе одржавају своју доминацију у војном капацитету, културном утицају, отпорности, будућим ресурсима, дипломатском утицају и одбрамбеним мрежама у азијском региону, оне морају да се позабаве економским успоном Кине како би остале доминантан играч на светској сцени.
Смањење војних предности, дефицит потрошње, геополитички преокрет и промена у моралним, друштвеним и бихевиоралним условима повезани су са америчким падом.
Неки научници наводе да је перцепција опадања, дуго била део америчке културе. У анкети спроведеној од 11. до 13. јануара 2021. на 1.019 Американаца, 79% испитаних је рекло да се Америка „распада“.

## Процена
Према америчком јавном интелектуалцу Ноаму Чомском, пропадање Америке почело је убрзо након завршетка Другог светског рата, са губитком Кине након чега су уследили ратови у Индокини. До 1970. године удео Сједињених Држава у светском богатству је опао на око 25%, што је и даље било велико, али нагло смањено. Чомски одбацује „изванредну реторику неколико година тријумфализма 1990-их“ као „углавном самообману“. Међутим, Чомски је 2011. тврдио да се моћ неће пребацити на Кину и Индију, јер су то сиромашне земље са озбиљним унутрашњим проблемима и неће бити конкурента за глобалну хегемонистичку моћ у догледној будућности.
Према Џиту Хиру, америчку хегемонију се одржавала на три стуба: „економска снага, војна моћ и мека моћ културне доминације“. Према америчком дипломати Ерику С. Еделману, деклинисти, или они који верују да је Америка у паду, у прошлости су „доследно грешили“. Међутим, амерички политиколог Арон Фридберг је упозорио да само зато што су деклинисти погрешили у прошлости не значи да ће бити нетачни у својим будућим предвиђањима и да неки од аргумената деклиниста заслужују да се схвате озбиљно.
Политиколог Метју Крониг тврди да је Вашингтон „пратио исти основни геополитички план у три корака од 1945. године. Прво, Сједињене Америчке Државе су изградиле садашњи међународни систем заснован на правилима... Друго, примио је у клуб сваку земљу која је играла по правилима, чак и бивше противнике... и треће, САД су радиле са својим савезницима на одбрани система од оних земаља или група које би га изазвале.“ 

## Поређење са ранијим државама
Семјуел П. Хантингтон је приметио да су предвиђања америчког опадања део америчке политике од касних 1950-их. Према Данијелу Белу, „многи од водећих америчких коментатора имали су снажан импулс доследно да виде Сједињене Државе као слабу, 'одгајану' кошуљу која ће пасти у руке јачих ривала једнако неизбежно као што је Рим пао у руке варвара, или Француска Хенрију V у Аженкуру." Хантингтон је критиковао опадање као погрешно усмерено, али га је похвалио по неким тачкама, „опадање је предвидело неминовно смањење америчке моћи. У свим својим фазама то предвиђање је постало централно за спречавање тог смањења“.
Мајкл Хадсон указује да је опрост дуга неопходан када су дугови појединаца према држави превелики. Док су ранија царства (асирска) преживљавала кроз периодично опраштање дугова, ова пракса је окончана са Римским царством, што је резултирало осиромашењем и лишењем земљорадника, стварајући растући лумпенпролетаријат. Исти процес је допринео колапсу Британске империје и наставља се и данас, са периодичним финансијским кризама (1930-их, 2008.) које се ублажавају само владином помоћи и/или ратом. Хадсон додаје да сваки пут када се историја понавља, цена расте, односно да се САД уништавају банковним дугом без механизма опроста, чинећи колапс неизбежним.
Политиколог Пол К. Мекдоналд пише да велике силе могу бити у релативном или апсолутном опадању и расправљао је о начинима на које често реагују. Најчешћи је смањење неких, али не свих обавеза државе.
Одређени коментатори, историчари и политичари верују да су САД наследник Римског царства. Према Кристоферу Алерфелду, постоје различита гледишта у погледу поређења Рима и САД. Он верује да „употреба римске метафоре даје научну патину изражавању висцералних нада и страхова“.
Кенеди тврди да је „британска финансијска снага била једини најважнији фактор у њеним победама над Француском током 18. века. Ово поглавље завршава се Наполеоновим ратовима и фузијом британске финансијске снаге са новооткривеном индустријском снагом." Он предвиђа да, пошто амерички долар губи своју улогу светске валуте, неће моћи да настави да финансира своје војне расходе путем дефицитарне потрошње.
Према Ричарду Лахману, САД би опстале много дуже као суперсила ако би, попут Британиске империје, могле да забране одређене породице и елите да искључиво контролишу канцеларије и владина овлашћења 
Историчар Харолд Џејмс је 2020. године објавио чланак под насловом „Касна совјетска Америка“, упоређујући данашње Сједињене Државе са бившим Совјетским Савезом. Џејмс је написао да многи аспекти САД сада подсећају на касни Совјетски Савез: интензивирање друштвених сукоба, етничко/расно ривалство и економски пад. Он је предвидео да би долар могао да изгуби вредност и да почне да личи на совјетску рубљу. Џејмс је завршио чланак рекавши да ће се економски пад наставити, чак и ако дође до промене руководства, указујући на неспособност Михаила Горбачова да спречи колапс након што је наследио Леонида Брежњева.
Такође 2020. године, политички коментатор Џулијус Керин је тврдио да је текуће стање опадања у Америци паралелно са касним Совјетским Савезом у односу на „непогрешиво“ клизање у геронтократију.
Алекс Ло, колумниста South China Morning Post, написао је 2021. да „Совјетска Русија под Михаилом Горбачовим није знала да су већ изгубили империју док није било прекасно. Судбина САД неће бити другачија.“

## Коментари
- Филозофи Мајкл Хардт и Антонио Негри, теоретишу средином 1990-их о текућој транзицији ка настајању конструкције створене међу владајућим силама коју аутори називају „Империја“.
- Амерички историчар Морис Берман написао је трилогију књига објављених између 2000. и 2011. о пропадању америчке цивилизације.[тражи се извор]
- Игор Панарин, политиколог и дипломац Више војне командне школе за телекомуникације КГБ-а, предвидео је да ће се, почевши од 1998. године, САД распасти на шест делова 2010.[26] Написао је и The Crash of the Dollar and the Disintegration of the USA (2009).[27]
- Руски политички аналитичар Станислав Белковски предвидео је да би могао бити ред на Америку да урони у самодеструктивно насиље и неизбежни колапс.[28]
- Амерички новинар Крис Хеџес, у својој књизи America The Farewell Tour из 2018. године, предвиђа да ће Америка престати да буде доминантна супер-сила за „највише две деценије“.[29][30]
- У 2017, Еван Оснос из Њујоркера изнео је потенцијални сценарио за насилну револуцију у САД и последице по „супер богате“.[31]
- Доналд Трамп је био први председнички кандидат који је промовисао идеју да су Сједињене Државе у паду.[32]
- Након нереда у Капитолу САД 6. јануара, репортерка ХафПост-а Емили Пек написала је чланак под насловом „Побуна у Капитолу кристализира 4 године америчког пропадања“.[33]
- Жан Кретјен, бивши премијер Канаде (1993–2003), описао је Трампов избор као „монументалну грешку“ која је најавила „прави крај америчке империје“ у мемоарима из 2018.[34]
- Амерички истраживачки центар Atlantic Council тврди да, иако САД заиста пропадају, мишљење да је то неповратно представља "ирационални песимизам".[35]
- Према Интерцепту, усвајање неутралног пута од стране азијских, афричких и латиноамеричких земаља усред инвазије на Украјину могло би да сигнализира „чист раскид са прошлих неколико векова западне хегемоније, не само у политици, већ иу култури и идејама“.[36]

## Јавно мњење
Анкете из 2018. поставиле су америчко руководство минимално испод 31 одсто Кине и оставиле Немачку као најпопуларнију силу са одобравањем од 41 одсто.
Истраживање из 2019. које је спровео Pew Research Center показује да је већина Американаца предвиђала да ће америчка економија бити слабија 2050. године. Такође, наводи се у истраживању, већина људи мисли да ће САД бити „земља са растућим државним дугом, ширим јазом између богатих и сиромашних и радном снагом којој прети аутоматизација“.
Усред пандемије ковида 19, јавно мњење и САД и Кине погоршало се у већини земаља које је анкетирао Pew Research. Мишљење САД је било повољније од Кине у целини; мишљење о поступању са пандемијом било је негативно у обе земље, али је мишљење о поступању Кине са пандемијом било повољније од САД.
У анкети из 2021. на 1.019 Американаца непосредно након нереда на Капитолу, 79 одсто анкетираних рекло је да се Америка „распада“. Истовремено, сличан проценат испитаника у анкети је навео да су „поносни што су Американци“.
Крајем јануара 2021, Пев је известио да како се приближавала Бајденова инаугурација, анкете су показале да се међународно мишљење о Сједињеним Државама у Европи значајно побољшало, подижући оптимизам на 72–84% о односима САД у Британији, Француској и Немачкој.
Анкета из јануара 2022. коју је спровео НПР/Ипсос открила је да преко 70 одсто испитаника у САД верује да је демократија „у кризи и ризику да пропадне“.